# نیکول استروس
نیکول استروس (انگلیسی: Nicole Struse؛ زادهٔ ۱۹۷۱) یک بازیکن تنیس روی میز اهل آلمان است. 
وی در مسابقات کشوری و بین‌المللی در مجموع برنده ۵ مدال طلا، ۴ مدال نقره، ۴ مدال برنز شده‌است.